# Lista över ledamöter av Ålands lagting 2003–2007
Lista över ledamöter av Ålands lagting, mandatperioden 2003–2007.
Åländsk Center
- Gun Carlson
- Torbjörn Eliasson
- Anders Englund
- Ragnar Erlandsson
- Henry Lindström
- Jan-Erik Mattsson
- Veronica Thörnroos

Liberalerna på Åland
- Raija-Liisa Eklöw
- Roger Eriksson
- Viveka Eriksson
- Sune Mattsson
- Åke Mattsson
- Mats Perämaa
- Katrin Sjögren

Ålands socialdemokrater
- Carina Aaltonen
- Christian Beijar
- Henrik Lagerberg
- Anne-Helena Sjöblom
- Barbro Sundback
- Göte Winé

Frisinnad Samverkan
- Johan Ehn
- Peter Grönlund
- Dennis Jansson
- Fredrik Lindqvist

Obunden samling
- Fredrik Karlström
- Gun-Mari Lindholm
- Danne Sundman

Ålands framtid
- Brage Eklund
- Anders Eriksson

Ålands framstegsgrupp
- Ronald Boman